# Friedrich Koenig

Esquema de la historia de la empresa Koenig & Bauer desde su fundación

Friedrich Gottlob Koenig (Eisleben, 17 de abril de 1774 – 17 de enero de 1833) fue un inventor alemán famoso por haber construido, junto con el mecánico y matemático Andreas Friedrich Bauer, la imprenta de alta velocidad.
Viajó a Londres en 1804, en 1810 obtuvo una patente para su modelo de imprenta a vapor. Era una prensa de mano dispuesta de tal forma que se le podía aplicar la fuerza del vapor. Las otras patentes las sacó en 1812, 1814 y 1816. En abril de 1812 la puso en funcionamiento. Invitó a su taller a clientes potenciales, entre los que se hallaba John Walter, del periódico The Times. Las pruebas realizadas fueron todo un éxito y el primer número de The Times salió de las nuevas prensas el 29 de noviembre de 1814 cuadruplicándose la tirada.
En 1817 Koenig volvió a Alemania y escogió un monasterio abandonado en Würzburg para la construcción de su fábrica. La empresa se llamó Koenig & Bauer.

## Capacidad de impresión

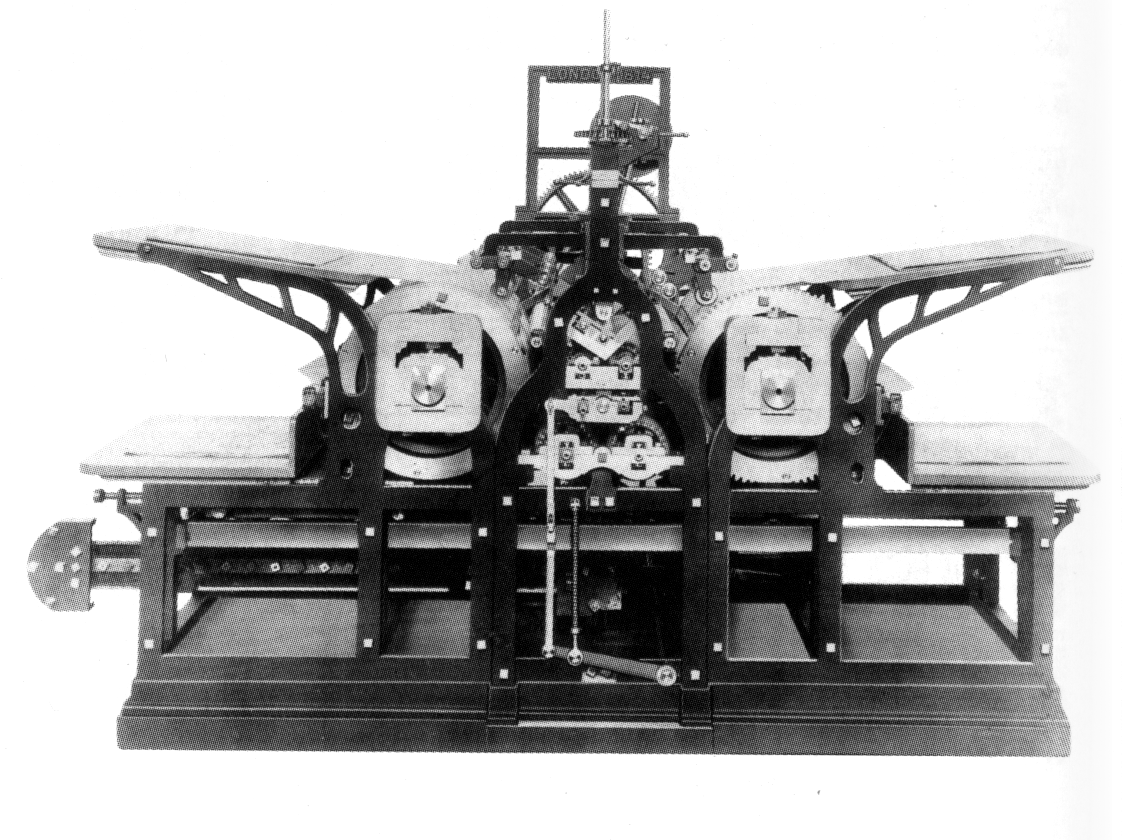
Modelo de la prensa Koenig de 1814

La tabla muestra el máximo número de impresiones por hora que las imprentas de Koenig podían producir comparado con las anteriores prensas manuales:
|                                | Prensas manuales        | Prensas manuales           | Prensas a vapor      | Prensas a vapor      | Prensas a vapor      | Prensas a vapor     |
|                                | Tipo Gutenberg ca. 1600 | Imprenta Stanhope ca. 1800 | Imprenta Koenig 1812 | Imprenta Koenig 1813 | Imprenta Koenig 1814 | Koenig & Bauer 1818 |
| Número de impresiones por hora | 240                     | 480                        | 800                  | 1100                 | 2000                 | 2400                |